# Feldacker und Waldacker
Der Feldacker und Waldacker waren im Herzogtum Coburg-Gotha zwei Flächenmaße. 
- 1 Feldacker = 140 Quadratfeldruten = 22,7 Aren = 2270 Quadratmeter
- 1 Waldacker =  160 Quadratwaldruten = 33,884 Aren = 3388,4 Quadratmeter

Die 196 Quadratbaufuß des Feldackers  standen 256 Quadratbaufuß vom Waldacker gegenüber, wobei ein Baufuß mit 12 Zoll gerechnet wurde.